# Vocalització de l'alfabet siríac
Zava (en siríac ܙܘܥܐ vol dir 'moviment') és el sistema de vocalització de l'alfabet siríac. Es distingeixen dues variants que s'han conservat fins al dia d'avui de zava: el sistema jacobita (occidental) i el sistema nestorià (oriental). Els dos estàndards conserven la llargada de les vocals, és a dir, existeixen les vocals curtes i les vocals llargues. Per aquesta raó les vocals "a" i "i" tenes dos signes en lloc d'un. A part de signes per dissenyar les vocals, alfabet siríac utilitza una sèrie de signes diacrítics, com ara: rukkaha, kuššaia, kanuna, s'ame i talkana.

## Vocalitzacions nestorianes omadnḥāyā
La taula següent mostra les vocals (vocalitzacions) de l'alfabet siríac, a base de la lletra bēt (ܒ). La vocal hvasa està transmesa a través de mater lectionis de la lletra yōḏ (ܝ), i les vocals rvaha i rvasa — a través de mater lectionis de la lletra wāw (ܘ). Amb els dos punts es marca la vocal llarga.
| vocal | nom         | nom en siríac | pronunciació |
| ----- | ----------- | ------------- | ------------ |
| ܒܵ     | Zqapa       | ܙܩܦܐ          | aː           |
| ܒܲ     | Ptaha       | ܦܬܚܐ          | a            |
| ܒܹ     | Zlama qыšya | ܙܠܡܐ ܩܫܝܐ     | eː           |
| ܒܸ     | Zlama pšыqa | ܙܠܡܐ ܦܫܝܩܐ    | e            |
| ܒܝܼ    | Hvaṣa       | ܚܒܨܐ          | i            |
| ܒܘܿ    | Rvaha       | ܪܘܚܐ          | o            |
| ܒܘܼ    | Rvaṣa       | ܪܒܨܐ          | u            |

## Vocalitzacions jacobites osertā
| vocal | nom   | nom en siríac | pronunciació |
| ----- | ----- | ------------- | ------------ |
| ܒܳ     | Zqapa | ܙܩܦܐ          | aː o o       |
| ܒܰ     | Ptaha | ܦܬܚܐ          | a            |
| ܒܶ     | Rvaṣa | ܪܒܨܐ          | e            |
| ܒܺܝ    | Hvaṣa | ܚܒܨܐ          | i            |
| ܒܽܘ    | ʕṣaṣa | ܥܨܨܐ          | u            |